# Henry Braithwaite Brown
Pour les articles homonymes, voir Brown.
Cet article possède un paronyme, voir Henry Brown.
Henry Braithwaite Brown (7 octobre 1845, Chichester, Angleterre - ca. 1915, Canada), est un avocat canadien. Il a été bâtonnier du Québec.

## Biographie
Fils du révérend Thomas Brown, Henry Braithwaite Brown est né à Chichester, Angleterre, en octobre 1845. Arrivé au Canada en 1867, il devient le directeur de la Sherbrooke Academy. Henry Braithwaite Brown est par la suite accepté au Barreau, puis pratique le métier d'avocat à Sherbrooke. Il poursuit ses études de droit en 1883 à l'Université Bishop's de Lennoxville, est élu bâtonnier du district de Sherbrooke en 1886 et devient, en 1889-1890, le bâtonnier du Québec. 
Le 12 juillet 1888, Henry Braithwaite Brown devient un des actionnaires de la compagnie du chemin de fer d'Orford, aux côtés de Henry Lovell, son fils Moody Brook Lovell, Parker T. Baldwin et William Amherst Hall. 
En 1872, il épouse Charlotte Mary Holwell. On leur connait un enfant, Lewis Henry Brown, mort au combat lors de la Première guerre mondiale.

## Hommages et distinctions

### Titre honorifique
- Conseiller de la reine

### Titre de civilité
- Monsieur le bâtonnier[2]

#### Droit
- Avocat, Juriste
- Droit au Québec, Droit civil
- Histoire du droit au Québec, XIXe siècle en droit au Québec, XXe siècle en droit au Québec
- Système judiciaire du Québec, Loi du Québec
- Barreau du Québec, Bâtonnier du Québec
- Barreau de Saint-François, Districts judiciaires du Québec
- Code civil du Bas-Canada, Code criminel du Canada